# Meschiidae
Famille
Les Meschiidae sont une famille d'insectes hétéroptères (punaises) de la super-famille des Lygaeoidea.

## Description
Il s'agit de petites punaises au corps trapu, fortement ponctué et présentent une pubescence écailleuse. Elles mesurent de 4 à 6 mm de long. La tête est courte et large, avec des antennes à quatre articles, et autant pour le rostre. Les bords antérieurs de la tête, en avant des yeux, sont presque parallèles. Les jugas portent deux petites épines ou tubercules de chaque côté du clypeus. Les buccules (renflements à la base du rostre) sont très allongées vers l'arrière, atteignant le prosternum. La gorge présente un sillon qui permet de recevoir le premier segment du rostre. Les fémurs sont tous de même grosseur, et aucun ne présente d'épine,,.

## Répartition et habitat
Ce groupe une répartition indo-australienne, il est présent dans la zone indomalaise, du Pakistan au Sud de la Chine, deux espèces de Meschia) et australasienne, en Australie, en Nouvelle-Guinée, en Nouvelle-Zélande et en Nouvelle-Calédonie,.  

## Biologie
On connaît mal leur biologie. Il semble que ces punaises se nourrissent exclusivement sur Ficus ssp. (Moraceae). M. pugnax a par exemple été trouvé dans de la litière de Ficus religiosa L. 1753.

## Systématique
Cette famille a été définie en 2014 par l'entomologiste australien Mali B. Malipatil (d) pour y inclure le genre Meschia et un nouveau genre, Neomeschia. Jusqu'alors, le genre Meschia, décrit par Distant en 1910, avait été inclus dans les Heterogastridae, famille alors considérée comme une sous-famille des Lygaeidae (mais élevée au rang de famille à part entière par T. J. Henry en 1997). Scudder, en 1962, avait estimé que Meschia devrait être placé ailleurs, sans déterminer dan quel groupe. Dans sa décision, Malipatil fait valoir que bien qu'ils soient proches des Heterogastridae par plusieurs critères, ils s'en distinguent notamment par leurs buccules allongées et les jugas avec des protubérances ou épines. Ils ne correspondent pas non plus à la définition des Pachygronthidae, auxquels ils ressemblent également, mais dont ils se distinguent par le fémur antérieur pratiquement pas enflé, et la présence d'une cellule fermée à la base des membranes. 
En 2021, un troisième genre rattaché aux Meschidae, Heissothignus, endémique de Nouvelle-Guinée, décrit en 2006 et dont les auteurs avaient d'emblée signalé que, bien que placé dans les Heterogastridae, il méritait une sous-famille, voire une famille séparée. 
Le site Lygaeoidea Species Files présente un catalogue en ligne des espèces de la famille, soit 12 espèces en 2022 (dont dix ont été décrites à partir de 2006 seulement), et réparties dans trois genres. Meschia pugnax, synonymisée en 2021 avec M. quadrimaculata, est l'espèce type du genre et de la famille.

## Liste des genres
Selon BioLib (19 novembre 2022) complété à partir de Lygaeoidea Species Files :
- genre Heissothignus Slater & Brailovsky, 2006[7],[9]
- genre Meschia Distant, 1910[10],[11],[12]
- genre Neomeschia Malipatil, 2014[4],[13]

## Galerie

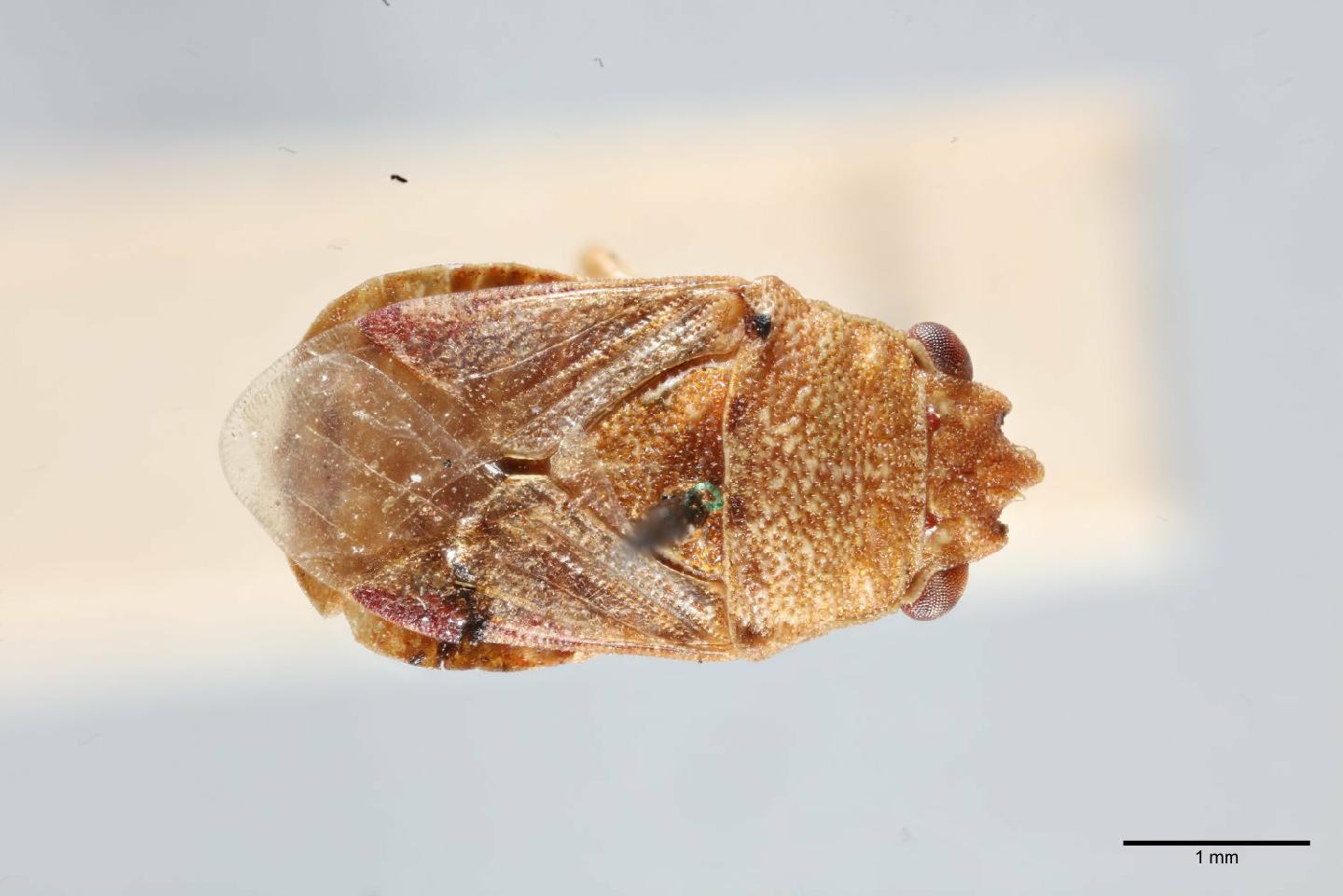
Meschia pugnax (anciennement M. quadrimaculata, synonymisés en 2021) espèce-type de la famille, spécimen du NHML à Londres.
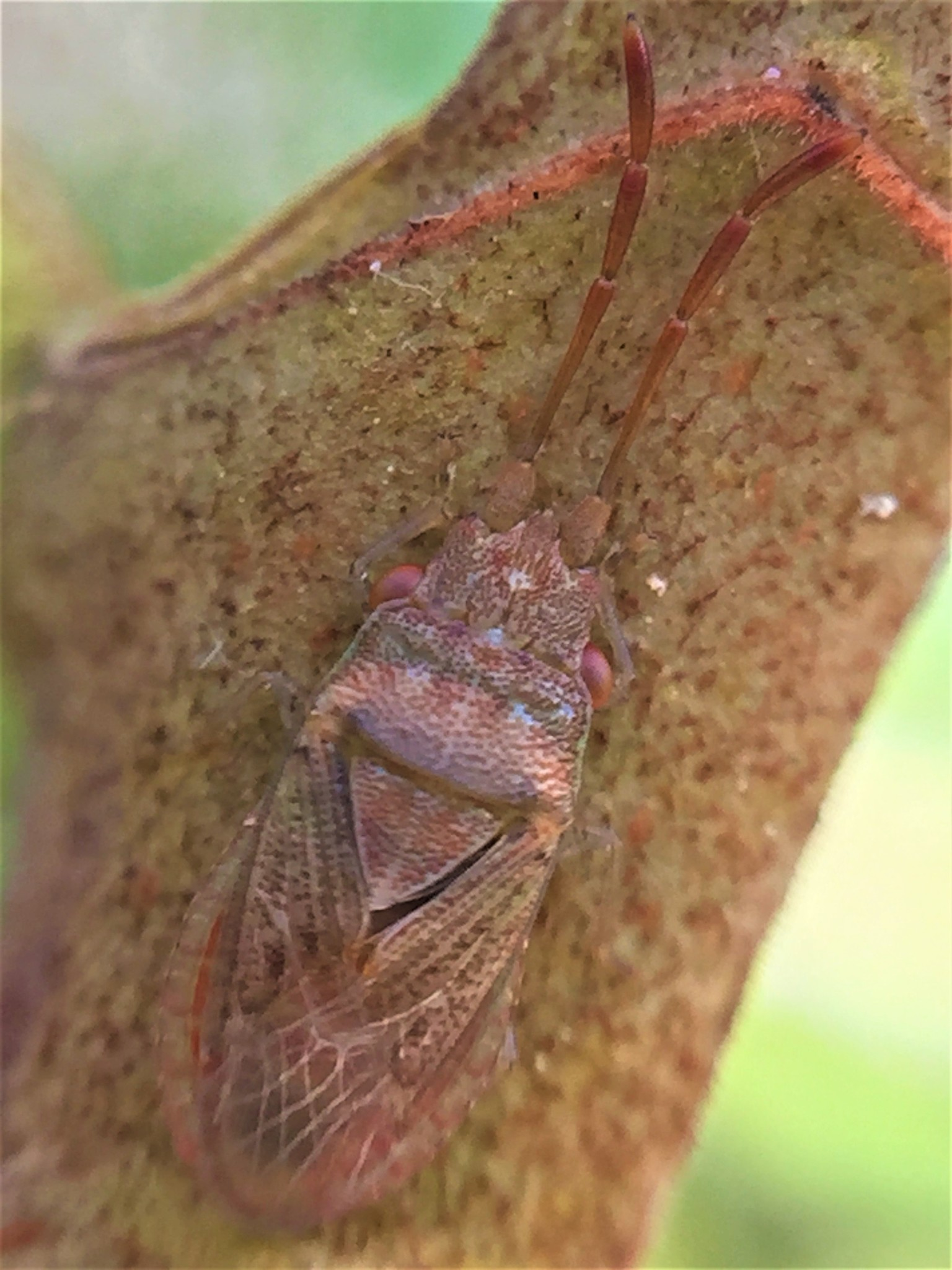
Meschia barrowensis, observé en Nouvelle-Zélande.
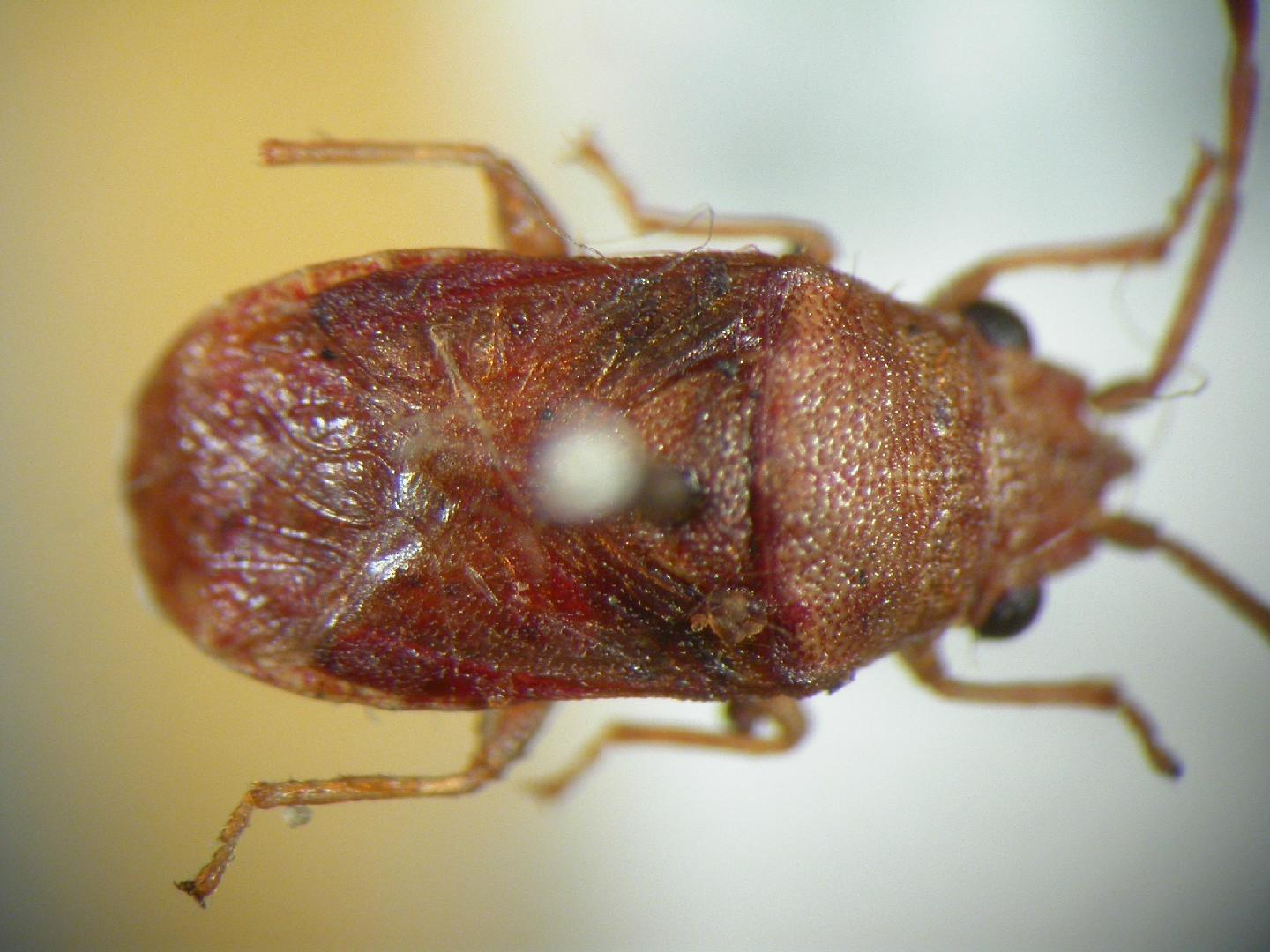
Meschia woodwardi, spécimen du NHML à Londres.
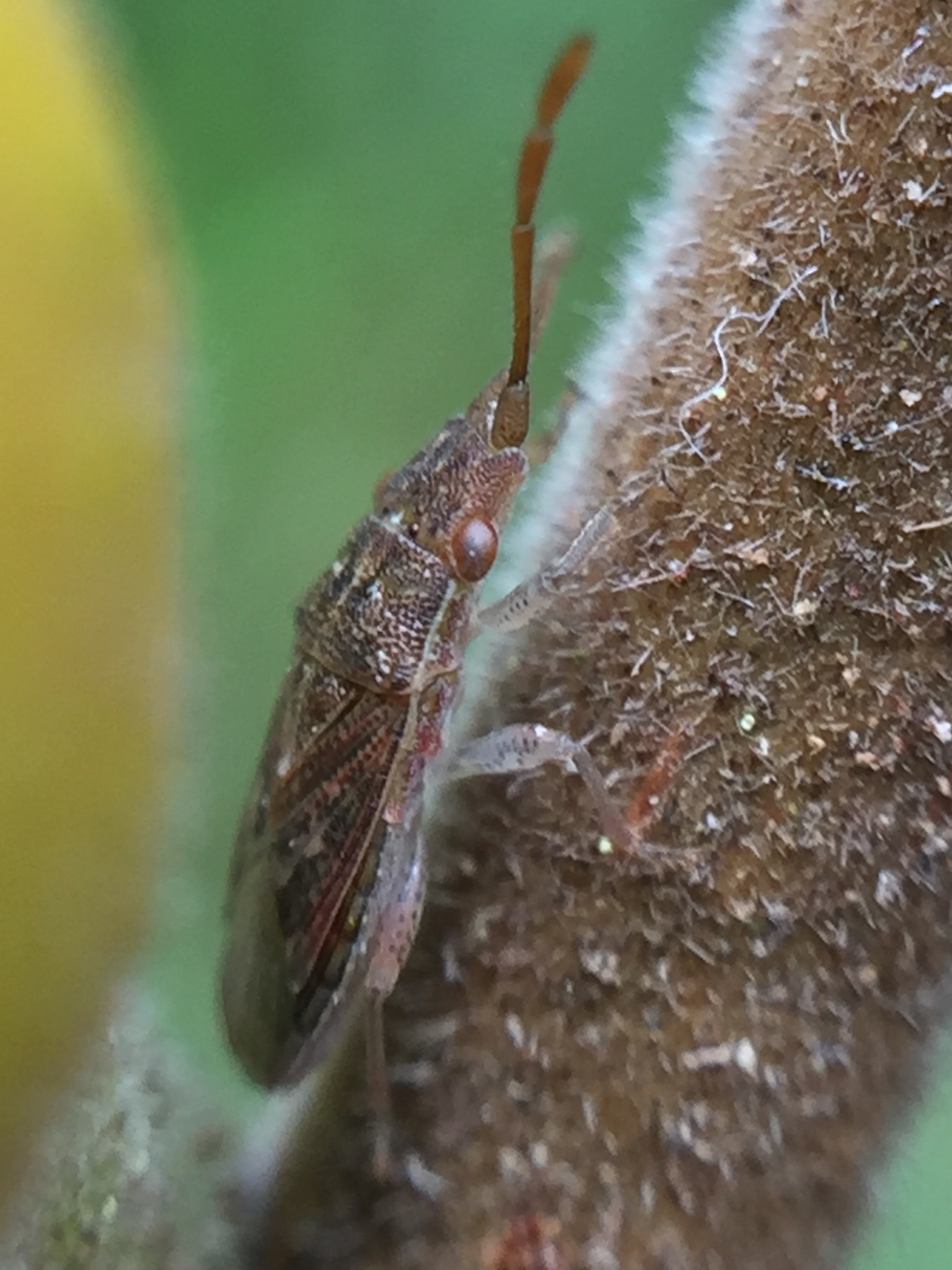
Meschia barrowensis, vue latérale.
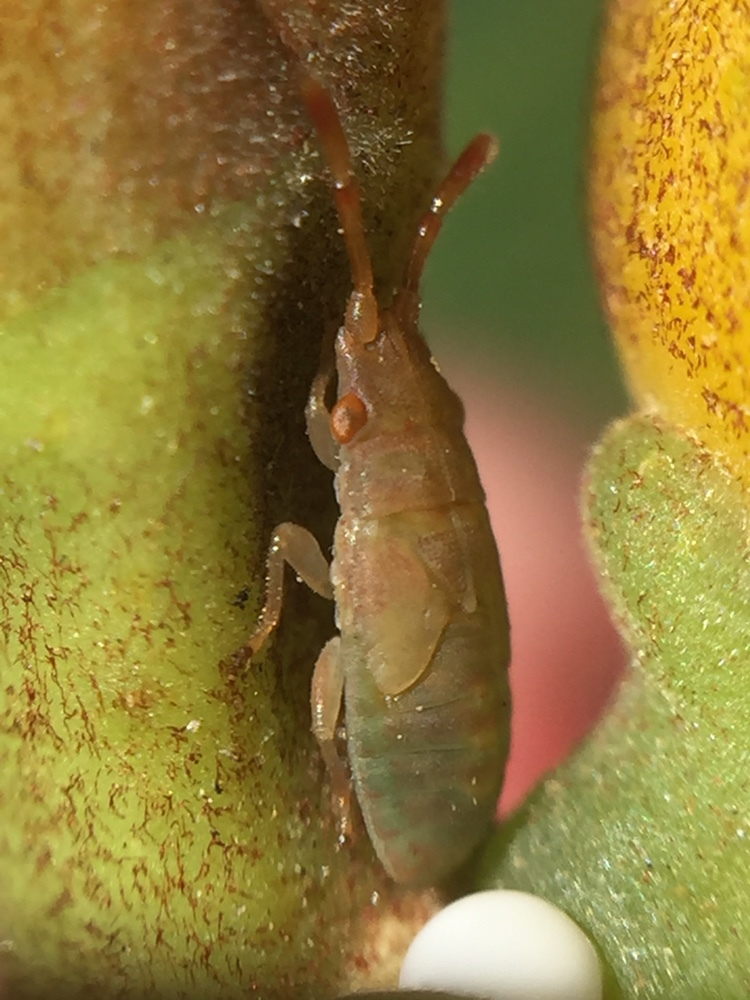
Meschia barrowensis, juvénile, stade V.